# Saint-Julien-Vocance
Saint-Julien-Vocance è un comune francese di 253 abitanti situato nel dipartimento dell'Ardèche della regione dell'Alvernia-Rodano-Alpi.

## Società

### Evoluzione demografica
Abitanti censiti